# Glenbeulah
Glenbeulah – wieś w Stanach Zjednoczonych, w stanie Wisconsin, w hrabstwie Sheboygan.